# Kazimierz Warzeszkiewicz (sędzia)
Kazimierz Warzeszkiewicz – urzędnik austriacki narodowości polskiej.
Podczas I wojny światowej pełniąc urząd sędziego powiatowego w Rzeszowie w 1917 został odznaczony Krzyżem Kawalerskim Orderu Franciszka Józefa z dekoracją wojenną.
Synem Kazimierza i jego żony Marii z domu Malik był Stanisław Warzeszkiewicz (1907-1940), adwokat i oficer Wojska Polskiego, ofiara zbrodni katyńskiej.